# Уелс Фарго Център
„Уелс Фарго Център“ е спорта арена, намираща се във Филаделфия, Пенсилвания, САЩ. Дом е на Филаделфия 76ърс, Филаделфия Флайърс. Капацитет на съоръжението достига до 21600 души, по време на баскетболни мачове, а 19519 – на хокейни. Комплексът включва 126 луксозни балкона и 1880 VIP места.
|  | Тази страница частично или изцяло представлява превод на страницата Wells Fargo Center (Philadelphia) в Уикипедия на английски. Оригиналният текст, както и този превод, са защитени от Лиценза „Криейтив Комънс – Признание – Споделяне на споделеното“, а за съдържание, създадено преди юни 2009 година – от Лиценза за свободна документация на ГНУ. Прегледайте историята на редакциите на оригиналната страница, както и на преводната страница, за да видите списъка на съавторите. ВАЖНО: Този шаблон се отнася единствено до авторските права върху съдържанието на статията. Добавянето му не отменя изискването да се посочват конкретни източници на твърденията, които да бъдат благонадеждни. |